# Jardín Botánico de Łódź

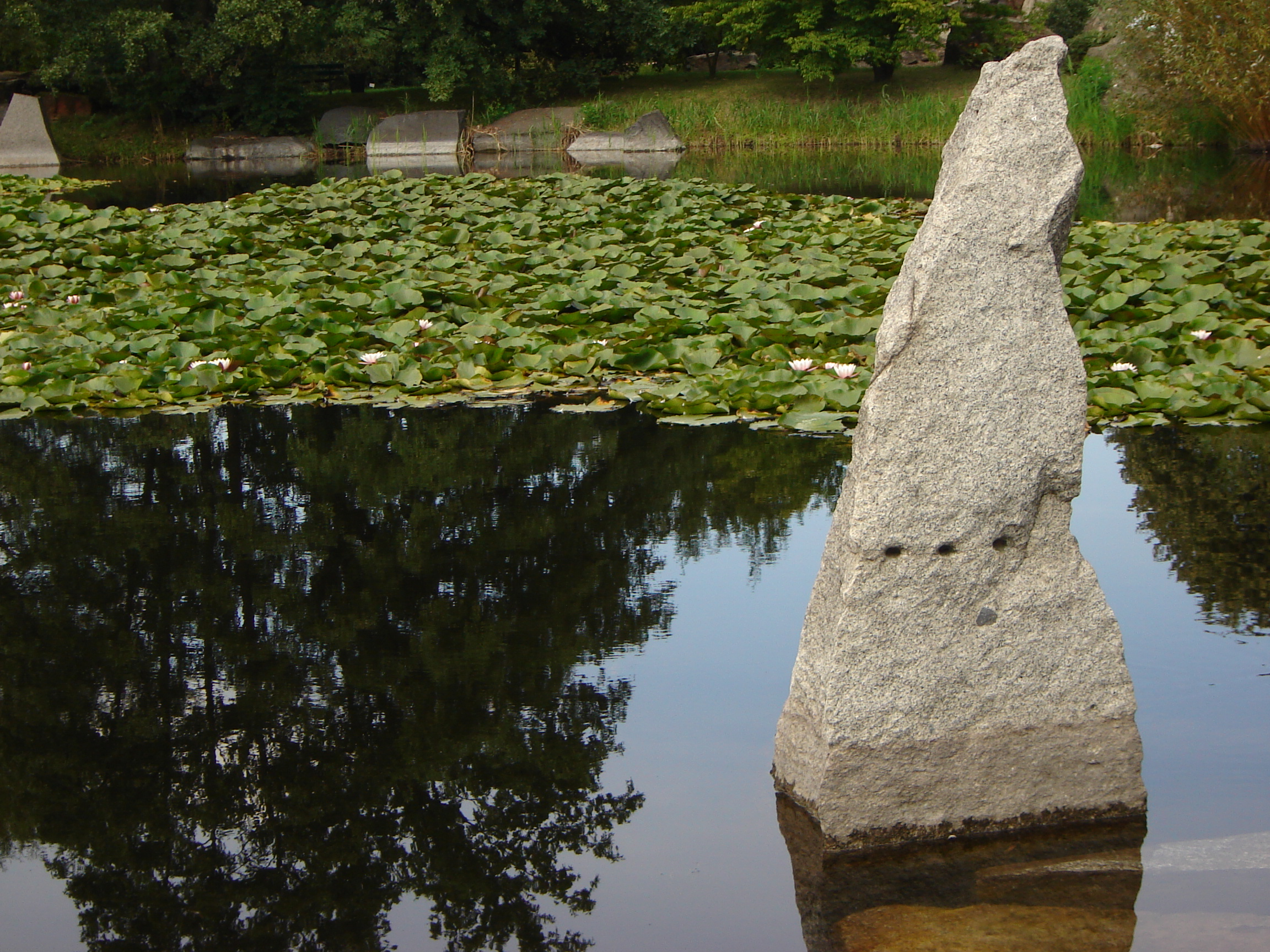
Jardín botánico de Lodz.

El Jardín Botánico de Lodz en polaco : Łódzki Ogród Botaniczny, es un jardín botánico de unas 64 hectáreas de extensión que se encuentra en Łódź, Polonia, siendo administrado por una entidad dependiente del ayuntamiento de la ciudad.

## Localización
El jardín botánico se ubica en el "Park Ludowy" ("Parque del Pueblo") en el distrito de Zdrowie, Łódź, Polonia.

## Historia
El inicio del proyecto del jardín botánico tuvo lugar después de la Segunda Guerra Mundial, gracias a la iniciativa del profesor Jan Muszyński y del profesor Jakub Mowszowicz, creándose un jardín de plantas medicinales de 1.3 hectáreas, que abrió el 19 de septiembre de 1946. El jardín estaba administrado por el "Departamento de plantaciones y de jardines".
Finalmente en 1967 comienza la construcción del definitivo jardín botánico según el proyecto del ingeniero Henryk Tomaszewski de la agencia del diseño del "Departamento de obras de las áreas verdes" del ŁPO (Łódzkie Przedsiębiorstwo Ogrodnicze = "Empresa de Horticultura de Lodz") que era el contratista general. Pero solamente hasta que pasaron las atribuciones del ŁPO a un inversionista en 1970, fue cuando los trabajos de construcción de jardín botánico se agilizaron.
Con la reorganización de las áreas verdes urbanas a finales de 1991 condujo a la separación del jardín botánico y de la Casa de la palma del resto de los parques de Ocio y de cultura, comenzando a partir del 1 de febrero de 1992, como una sola unidad y una empresa del sector público, subordinada al "Departamento de protección del medio ambiente" del ayuntamiento de la ciudad de Łódź.

## Colecciones
El jardín botánico alberga unas 3000 especies de plantas, de las cuales casi 1000 se encuentran en los invernaderos.
Las plantas se encuentran agrupadas en diversas colecciones, siendo:
- Plantas polacas, con unas 10 hectáreas de extensión contiene numerosas plantas que quedaron de los antiguos viveros, con un Quercus robur de unos cincuenta años, Fagus sylvatica, Alnus incana, Carpinus betulus. Con una colección de plantas raras y amenazadas, muchas de ellas plantas acuáticas, Batrachium aquatile, Limnanthemum nymphoides, . .
- Arboretum, de unas 19 hectáreas de extensión en las que se incluyen unos arroyos, y unas colinas de poca altura, con unos árboles todavía jóvenes de Taxodium distichum, Gleditsia triacanthos, Quercus robur, Gyngko biloba, Fagus sylvatica, entre otros.
- Plantas medicinales y de uso industrial, con unas 6 hectáreas en las que se incluyen plantas medicinales agrupadas según sus aplicaciones terapéuticas, junto con otras de tipo doméstico Urtica dioica, Matricaria chamomilla, Borago officinalis, Thymus vulgaris, Echinacea purpurea, . .
- Rocalla, de unas 5 hectáreas, en unas colinas con piedras de granito, bloques calcáreos, o de piedra arenisca en las que en su disponen árboles de montañas como Picea omorika, Picea orientalis, Thuja occidentalis, con numerosas plantas perennes exhibidas en forma de almohadillas, Primulas, Adonis, Campanulas, .
- Jardín de plantas ornamentales, de unas 2 hectáreas, con rosaleda, colección de Rhododendrons, así como trepadoras cubriendo unas pérgolas.
- Sección de la Biología de las plantas, de unas 5 hectáreas, donde se nos muestra la polinización de las plantas y la diseminación de sus semillas, las diferencias entre árboles y arbustos, las diferencias de las plantas por sus hojas o por sus flores...
- Jardín japonés, de unas 2 hectáreas, con plantas de China y de Japón, tal como Metasequoia glyptostroboides, Thujopsis dolabrata, y numerosas variedades del cerezo japonés Prunus serrulata ("Kiku-shidare-sakura", "Kanzan", "Shirofugan", . .).
- La casa de las palmeras (invernaderos), albergan unas 1000 especies de plantas de más de cien años con unos 20 especímenes de unas palmeras y Cycas muy raras en la naturaleza, Areca bauerii, Howea forsteriana, Howea belmoreana, Encephalartos caffer, Cycas revoluta, Stangeria paradoxa y especies de Zamia.